# Loaningfoot
Loaningfoot é um vilarejo na paróquia de Kirkbean em Dumfries e Galloway, Escócia. Fica a dez milhas a sudeste da cidade de Dalbeattie.